# Вејнока (Оклахома)
Вејнока (енгл. Waynoka) град је у америчкој савезној држави Оклахома.

## Демографија
По попису из 2010. године број становника је 927, што је 66 (-6,6%) становника мање него 2000. године.
| Група             | 2000.       | 2010.       |
| Белци             | 888 (89,4%) | 802 (86,5%) |
| Афроамериканци    | 23 (2,3%)   | 2 (0,2%)    |
| Азијати           | 0 (0,0%)    | 6 (0,6%)    |
| Хиспаноамериканци | 51 (5,1%)   | 63 (6,8%)   |
| Укупно            | 993         | 927         |